# Anthomyia liturata
Anthomyia liturata este o specie de muște din genul Anthomyia, familia Anthomyiidae. A fost descrisă pentru prima dată de Robineau-desvoidy în anul 1830. Conform Catalogue of Life specia Anthomyia liturata nu are subspecii cunoscute.

## Galerie

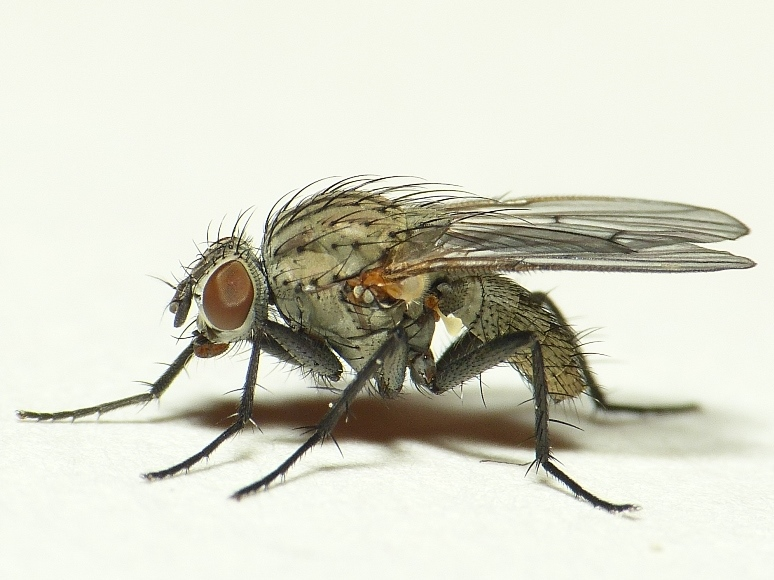